# Arthur Hulme
Pour les articles homonymes, voir Hulme.
Arthur Hulme, né le 18 décembre 1877 à Leek dans le Staffordshire et mort le 3 octobre 1916  à Gueudecourt en France, au combat au cours de la Première Guerre mondiale, un footballeur anglais.